# Slag bij de Cilicische poort
De Slag bij de Cilicische poort vond plaats in Cilicië, Anatolië aan een bergpas, de Cilicische poort in het Taurusgebergte, in 39 v.Chr. De opstandige Romeinse generaal Quintus Labienus, gesteund door Parthische soldaten stond tegenover het Romeinse leger onder aanvoering van Publius Ventidius Bassus.

## Achtergrond
Het Tweede triumviraat had tot doel de moordenaars van Julius Caesar in 44 v.Chr. te vatten. Brutus en Cassius werden uitgeschakeld tijdens de Slag bij Philippi in 42 v.Chr. Een van hun generaals, Quintus Labienus, vluchtte naar het Parthische Rijk. De oorlogszuchtige kroonprins Pacorus I had er wel oren naar om het Romeinse Rijk binnen te vallen, wat ook gebeurde in het jaar 40 v.Chr. Pacorus veroverde de Levant en Quintus Labienus, Klein Azië. Marcus Antonius verantwoordelijk voor het oosten van het Romeinse Rijk stuurde zijn bekwame generaal Publius Ventidius Bassus.

## Slag
Beide legers troffen elkaar aan de Cilicische poort, een bergpas die leidde naar Syria. Ventidius nam een afwachtende houding aan. De regen van pijlen van de Parthen werden opgevangen door de opstelling van schildpadformaties. De Parthische boogschutters te paard stormden op de Romeinen af, maar de zwaar gepantserde Romeinse legionairs hielden stand en sloegen terug. Als gevolg van de grote verliezen, brak er paniek uit en begonnen de Parthische troepen te vluchten voor de zegevierende Romeinen. Labienus werd gevangengenomen en geëxecuteerd.

## Vervolg
Bij de Amanuspas (zie kaart) werden de Parthen voor de tweede maal verslagen en werden ze gedwongen Cilicië te verlaten. Het jaar erop werden de Parthen met de Slag bij de Gindarusberg definitief verslagen.